# Babuljice
Babuljice (cyr. Бабуљице) – wieś w Bośni i Hercegowinie, w Republice Serbskiej, w gminie Srebrenica. W 2013 roku liczyła 66 mieszkańców.